# Рекрео (Санта-Фе)
Рекрео (исп. Recreo) — город и муниципалитет в департаменте Ла-Капиталь провинции Санта-Фе (Аргентина).

## История
В 1885 году в этих местах были основаны две сельскохозяйственные колонии. Когда в 1886 году властями провинции было принято решение о строительстве железной дороги от Санта-Фе до Реконкисты, то между основателями колоний развернулась борьба за то, в районе какой из колоний быть железнодорожной станции. В итоге они сумели достичь компромисса, и в 1890 году железнодорожная станция "Рекрео" была построена на границе двух колоний. Вокруг станции начал расти населённый пункт, который в 2004 году получил статус города.